# Shi Cong
Shi Cong, född 12 mars 2001, är en kinesisk gymnast.

## Karriär
Vid världsmästerskapen i artistisk gymnastik 2023 tog Cong silver i barr. Han ingick även i det kinesiska laget som tog silver i lagtävlingen.